# Hylarana grandocula
Hylarana grandocula är en groddjursart som först beskrevs av Taylor 1920.  Hylarana grandocula ingår i släktet Hylarana och familjen egentliga grodor. IUCN kategoriserar arten globalt som livskraftig. Inga underarter finns listade i Catalogue of Life.